# Celestus bivittatus
Celestus bivittatus es una especie de lagarto que pertenece a la familia Diploglossidae.

## Distribución geográfica y hábitat
Es nativo del sureste de Guatemala, El Salvador, Honduras y el norte de Nicaragua. Su rango altitudinal oscila entre 990 y 1980 m s. n. m..

## Estado de conservación
Se encuentra amenazada por la pérdida de su hábitat natural.